# Andre Gray
Andre Anthony Gray (Wolverhampton, 26 giugno 1991) è un calciatore giamaicano con cittadinanza britannica, attaccante del Fatih Karagümrük e della nazionale giamaicana.

## Caratteristiche tecniche
Centravanti, può giocare anche come esterno d'attacco sinistro.

## Carriera

### Club
Il 4 settembre 2010 realizza la sua prima rete con la maglia dell'Hinckley United contro l'Harrogate Town (2-2). Il 26 marzo 2011 sigla una doppietta contro il Redditch United (4-0). Il 23 aprile seguente firma quattro reti contro il Solihull Moors (2-7). Termina la prima stagione nel sesto livello del calcio inglese con 13 gol in 30 partite di campionato. Alla sua seconda stagione realizza un paio di doppiette contro Gainsborough Trinity (3-0) e Stalybridge Celtic (5-5), concludendo la sua seconda annata a quota 16 reti. Il 22 marzo 2012 il Luton Town sborsa l'equivalente di 40000 € per portare Gray a giocare in quinta divisione: 12 presenze e 7 gol in tre mesi, il primo arrivato all'esordio, avvenuto due giorni dopo l'approdo nel nuovo club, partendo subito titolare in un pareggio casalingo contro il Grimsby Town (1-1). Nelle semifinali per i play-off verso la Football League Two Gray realizza un gol (3-2 complessivo a favore del Luton Town) e ne mette a segno un altro in finale, vano poiché il Luton cede 1-2 contro lo York City.
Nella stagione 2012-2013 mette a segno 17 gol, tra cui tre doppiette contro Mansfield Town (2-2), Newport County (2-2) e Southport (1-3). Alla sua terza stagione nella Conference National, Gray ottiene il titolo di miglior marcatore del torneo, realizzando 30 gol in 44 incontri di campionato: firma una tripletta contro Hyde (4-1), diverse doppiette contro Welling United (2-1), Alfreton Town (0-5), Macclesfield Town (1-2), altre due triplette contro Nuneaton Town (3-0) ed Hereford United (7-0) e una doppietta inflitta al Forest Green Rovers (4-1).
Nell'estate del 2014 il Brentford decide di acquistare il cartellino della punta inglese in cambio di circa 620000 €. Il 30 agosto sigla il suo primo gol col Brentford (0-2 al Rotherham) e l'8 novembre successivo firma due reti a Londra contro il Millwall (2-3). Il club chiude il torneo al quinto posto, approda ai play-off ma perde complessivamente 5-1 contro il Middlesbrough (Gray segna l'unico gol per il Brentford, all'andata, sfida persa 2-1).

#### Burnley
Inizia la nuova stagione con la casacca del Brentford, segnando due gol nelle prime due giornate di Championship, tuttavia il 21 agosto 2015 il Burnley paga l'equivalente di 12,4 milioni di euro per prelevare Gray dal Brentford.
Il 12 settembre seguente, alla sua seconda partita con il Burnley, segna il suo primo gol con la nuova squadra contro lo Sheffield Wednesday (3-1). In seguito firma tre doppiette contro Bolton (2-0), Huddersfield Town (2-1) e Fulham (3-1). Il 28 dicembre realizza una tripletta al Bristol City (4-0).

#### Watford
Il 9 agosto 2017 viene acquistato dal Watford.

#### QPR
Il 31 agosto 2021 viene ceduto in prestito al QPR.

### Nazionale
Dopo avere rappresentato la selezione C dell'Inghilterra, il 17 marzo 2021 riceve la sua prima convocazione dalla Giamaica, nazionale delle sue origini.

## Statistiche

### Presenze e reti nei club
Statistiche aggiornate al 21 febbraio 2025.
| Stagione               | Squadra                | Campionato             | Campionato | Campionato | Coppe nazionali | Coppe nazionali | Coppe nazionali | Coppe continentali | Coppe continentali | Coppe continentali | Altre coppe | Altre coppe | Altre coppe | Totale | Totale |
| Stagione               | Squadra                | Comp                   | Pres       | Reti       | Comp            | Pres            | Reti            | Comp               | Pres               | Reti               | Comp        | Pres        | Reti        | Pres   | Reti   |
| ---------------------- | ---------------------- | ---------------------- | ---------- | ---------- | --------------- | --------------- | --------------- | ------------------ | ------------------ | ------------------ | ----------- | ----------- | ----------- | ------ | ------ |
| 2009-2010              | Hinckley Utd           | CN                     | 5          | 0          | FACup+CdL       | -               | -               | -                  | -                  | -                  | FLT         | -           | -           | 5      | 0      |
| 2010-2011              | Hinckley Utd           | CN                     | 31         | 13         | FACup+CdL       | 2+0             | 1               | -                  | -                  | -                  | FLT         | 2           | 0           | 35     | 14     |
| 2011-mar. 2012         | Hinckley Utd           | CN                     | 34         | 16         | FACup+CdL       | 7+0             | 5               | -                  | -                  | -                  | FLT         | 4           | 2           | 45     | 23     |
| Totale Hinckley United | Totale Hinckley United | Totale Hinckley United | 70         | 29         |                 | 9               | 6               |                    | -                  | -                  |             | 6           | 2           | 85     | 37     |
| mar.-giu. 2012         | Luton Town             | FC                     | 9+3        | 5+2        | FACup+CdL       | -               | -               | -                  | -                  | -                  | FLT         | -           | -           | 12     | 7      |
| 2012-2013              | Luton Town             | FC                     | 44         | 17         | FACup+CdL       | 7+0             | 2               | -                  | -                  | -                  | FLT         | 3           | 1           | 54     | 20     |
| 2013-2014              | Luton Town             | FC                     | 44         | 30         | FACup+CdL       | 1+0             | 0               | -                  | -                  | -                  | FLT         | 0           | 0           | 45     | 30     |
| Totale Luton Town      | Totale Luton Town      | Totale Luton Town      | 97+3       | 52+2       |                 | 8               | 2               |                    | -                  | -                  |             | 3           | 1           | 111    | 57     |
| 2014-2015              | Brentford              | FLC                    | 45+2       | 16+1       | FACup+CdL       | 1+2             | 0+1             | -                  | -                  | -                  | -           | -           | -           | 50     | 18     |
| ago. 2015              | Brentford              | FLC                    | 2          | 2          | FACup+CdL       | 0               | 0               | -                  | -                  | -                  | -           | -           | -           | 2      | 2      |
| Totale Brentford       | Totale Brentford       | Totale Brentford       | 47+2       | 18+1       |                 | 3               | 1               |                    | -                  | -                  |             | -           | -           | 52     | 20     |
| 2015-2016              | Burnley                | FLC                    | 41         | 23         | FACup+CdL       | 1+0             | 0               | -                  | -                  | -                  | -           | -           | -           | 42     | 23     |
| 2016-2017              | Burnley                | PL                     | 32         | 9          | FACup+CdL       | 3+1             | 1+0             | -                  | -                  | -                  | -           | -           | -           | 36     | 10     |
| Totale Burnley         | Totale Burnley         | Totale Burnley         | 73         | 32         |                 | 5               | 1               |                    | -                  | -                  |             | -           | -           | 78     | 33     |
| 2017-2018              | Watford                | PL                     | 31         | 5          | FACup+CdL       | 1+1             | 0               | -                  | -                  | -                  | -           | -           | -           | 33     | 5      |
| 2018-2019              | Watford                | PL                     | 29         | 7          | FACup+CdL       | 5+0             | 2               | -                  | -                  | -                  | -           | -           | -           | 34     | 9      |
| 2019-2020              | Watford                | PL                     | 23         | 2          | FACup+CdL       | 2+2             | 0               | -                  | -                  | -                  | -           | -           | -           | 27     | 2      |
| 2020-2021              | Watford                | FLC                    | 30         | 5          | FACup+CdL       | 1+0             | 0               | -                  | -                  | -                  | -           | -           | -           | 31     | 5      |
| Totale Watford         | Totale Watford         | Totale Watford         | 113        | 19         |                 | 12              | 2               |                    | -                  | -                  |             | -           | -           | 125    | 21     |
| 2021-2022              | QPR                    | FLC                    | 28         | 10         | FACup+CdL       | 1+1             | 0               | -                  | -                  | -                  | -           | -           | -           | 30     | 10     |
| 2022-2023              | Arīs Salonicco         | SLE                    | 25+7       | 6+2        | CG              | 3               | 0               | UECL               | 4                  | 5                  | -           | -           | -           | 39     | 13     |
| lug. 2023              | Arīs Salonicco         | SLE                    | 0          | 0          | CG              | 0               | 0               | UECL               | 1                  | 0                  | -           | -           | -           | 1      | 0      |
| Totale Aris Salonicco  | Totale Aris Salonicco  | Totale Aris Salonicco  | 25+7       | 6+2        |                 | 3               | 0               |                    | 5                  | 5                  |             | -           | -           | 40     | 13     |
| 2023-2024              | Al-Riyadh              | SPL                    | 26         | 7          | KCC             | 1               | 0               | -                  | -                  | -                  | -           | -           | -           | 27     | 7      |
| 2024-gen. 2025         | Plymouth               | FLC                    | 13         | 3          | FACup+CdL       | 0               | 0               | -                  | -                  | -                  | -           | -           | -           | 13     | 3      |
| gen.-giu. 2025         | Fatih Karagümrük       | 1L                     | 4          | 0          | CT              | 0               | 0               |                    | -                  | -                  |             | -           | -           | 4      | 0      |
| Totale carriera        | Totale carriera        | Totale carriera        | 508        | 179        |                 | 43              | 12              |                    | 5                  | 5                  |             | 9           | 3           | 565    | 201    |

### Cronologia presenze e reti in nazionale
| Cronologia completa delle presenze e delle reti in nazionale ― Giamaica | Cronologia completa delle presenze e delle reti in nazionale ― Giamaica | Cronologia completa delle presenze e delle reti in nazionale ― Giamaica | Cronologia completa delle presenze e delle reti in nazionale ― Giamaica | Cronologia completa delle presenze e delle reti in nazionale ― Giamaica | Cronologia completa delle presenze e delle reti in nazionale ― Giamaica | Cronologia completa delle presenze e delle reti in nazionale ― Giamaica | Cronologia completa delle presenze e delle reti in nazionale ― Giamaica |
| Data                                                                    | Città                                                                   | In casa                                                                 | Risultato                                                               | Ospiti                                                                  | Competizione                                                            | Reti                                                                    | Note                                                                    |
| ----------------------------------------------------------------------- | ----------------------------------------------------------------------- | ----------------------------------------------------------------------- | ----------------------------------------------------------------------- | ----------------------------------------------------------------------- | ----------------------------------------------------------------------- | ----------------------------------------------------------------------- | ----------------------------------------------------------------------- |
| 25-3-2021                                                               | Wiener Neustadt                                                         | Stati Uniti                                                             | 4 – 1                                                                   | Giamaica                                                                | Amichevole                                                              | -                                                                       | 86’                                                                     |
| 7-6-2021                                                                | Miki                                                                    | Serbia                                                                  | 1 – 1                                                                   | Giamaica                                                                | Amichevole                                                              | 1                                                                       | 79’                                                                     |
| 16-7-2021                                                               | Orlando                                                                 | Guadalupa                                                               | 1 – 2                                                                   | Giamaica                                                                | Gold Cup 2021 - 1º turno                                                | -                                                                       | 80’                                                                     |
| 20-7-2021                                                               | Orlando                                                                 | Costa Rica                                                              | 1 – 0                                                                   | Giamaica                                                                | Gold Cup 2021 - 1º turno                                                | -                                                                       | 66’                                                                     |
| 10-10-2021                                                              | Kingston                                                                | Giamaica                                                                | 0 – 0                                                                   | Canada                                                                  | Qual. Mondiali 2022                                                     | -                                                                       | 74’ 80’                                                                 |
| 13-10-2021                                                              | San Pedro Sula                                                          | Honduras                                                                | 0 – 2                                                                   | Giamaica                                                                | Qual. Mondiali 2022                                                     | -                                                                       | 76’                                                                     |
| 27-1-2022                                                               | Kingston                                                                | Giamaica                                                                | 1 – 2                                                                   | Messico                                                                 | Qual. Mondiali 2022                                                     | -                                                                       | 72’                                                                     |
| 30-1-2022                                                               | Panama                                                                  | Panama                                                                  | 3 – 2                                                                   | Giamaica                                                                | Qual. Mondiali 2022                                                     | 1                                                                       | 67’                                                                     |
| 2-2-2022                                                                | Kingston                                                                | Giamaica                                                                | 0 – 1                                                                   | Costa Rica                                                              | Qual. Mondiali 2022                                                     | -                                                                       |                                                                         |
| 24-3-2022                                                               | Kingston                                                                | Giamaica                                                                | 1 – 1                                                                   | El Salvador                                                             | Qual. Mondiali 2022                                                     | 1                                                                       |                                                                         |
| 30-3-2022                                                               | Kingston                                                                | Giamaica                                                                | 2 – 1                                                                   | Honduras                                                                | Qual. Mondiali 2022                                                     | -                                                                       | 82’                                                                     |
| Totale                                                                  |                                                                         | Presenze                                                                | 11                                                                      |                                                                         | Reti                                                                    | 3                                                                       |                                                                         |

## Palmarès

### Club

#### Competizioni regionali
- Football Conference: 1

Luton Town: 2013-2014

#### Competizioni nazionali
- Football League Championship: 1

Burnley: 2015-2016

### Individuale
- Capocannoniere della Football Conference: 1

2013-2014 (30 gol)
- Conference Premier Team of the Season: 1[12]

2013-2014
- Capocannoniere della Football League Championship: 1

2015-2016 (23 gol)
- EFL Awards: 1

2016